# Henri Belliot
Henri Belliot, en religion Albéric de Thury-Harcourt, né le 20 décembre 1862 à Thury-Harcourt, mort le 30 décembre 1911 à Bastogne, est un religieux et écrivain français.

## Biographie
Henri Belliot est natif de Thury-Harcourt, près de Falaise en Normandie. Il effectue ses études au Lycée de Laval. Il reçoit en 1881 au Concours Général le deuxième prix de dissertation française. 
Il est reçu docteur en droit à Caen en 1888 avec une thèse sur Henri de Boulainvilliers, sous le titre « Boulainvilliers : Étude de droit public au XVIIIe siècle ». Licencié ès lettres, il a publié, sans nom d'auteur, des romans humoristiques, et satiriques. C'est ainsi qu'il publie en 1889 un écrit satirique, Les Garagouins, histoire humoristique, analytique, synthétique, politique, ironique, mystique, allégorique, philosophique, philocatholique, romantique, satirique, antiseptique, apodictique, sardonique et authentique de la nation française depuis 1789, et même avant jusqu'en 1889, et même après. Il écrit ensuite en 1895 le Roman d'une fée, puis des articles divers et de la poésie. 
Il entre avant 1899 dans l'ordre des Franciscains ; sa prise d'habit a lieu le 19 novembre 1899, il prend alors le nom de « frère Albéric ». À Rennes il entame en 1902 des études théologiques. En conséquence des lois sur les congrégations religieuses, il part en exil aux Pays-Bas. En septembre 1904, il est ordonné prêtre à Blyerheide. Chargé ensuite de la formation des étudiants franciscains, il écrit pendant cette période son Manuel de sociologie catholique, publié en 1911. Épuisé, il meurt le 30 décembre 1911 au couvent de Bastogne en Belgique.

## Œuvres
- La Mort du Christ. (Signé : Henri Belliot.), Caen, impr. de F. Le Blanc Hardel, 1884, In-8° ;
- Droit français: Boulainvilliers, étude de droit public au XVIIIe siècle, E. Valin, 1888, 192 p. ;
- Les Garagouins, histoire humoristique... de la nation française depuis 1789 et même avant, jusqu'en 1889 et même après, par *** , Paris, A. Savine, 1889, In-16, 553 p. ;
- Le Roman d'une fée, histoire surnaturaliste, Paris, Tresse et Stock, 1895, in-18, 316 p. ;
- Manuel de sociologie catholique : Histoire, théorie, pratique, Paris, Lethellieux, 1911, 690 p. [lire en ligne (page consultée le 4 avril 2014)].

## Biographie
- Émile Sinoir, À la mémoire du Révérend Père Albéric de Thury-Harcourt, 1862-1911, Ligugé, E. Aubin, 1912, 48 p.